# ترک-سو (شهرستان قره‌کولجه)
ترک-سو (به لاتین: Terek-Suu) یک منطقهٔ مسکونی در قرقیزستان است که در شهرستان قره‌کولجه واقع شده‌است. ترک-سو ۴۹۱ نفر جمعیت دارد و ۱٬۵۹۰ متر بالاتر از سطح دریا واقع شده‌است.